# مجدي فكري
مجدي فكري ممثل مصري من مواليد القاهرة وخريج كلية الاداب قسم التاريخ وهو عم الفنان طارق لطفي 

## سيرته
وُلد الممثل المصري مجدي فكري في مدينة القاهرة 19 سبتمبر 1963 , لأب مسلم وأم مسلمة تخرج من قسم التاريخ بكلية الآداب، وقام بالعمل في المسرح المصري والسينما والتلفزيون، وله الكثير من الأعمال التلفزيونية .
، سافر إلى دولة قطر لكي يعمل مدرسًا للتاريخ، ثم التحق بفرقة المسرح القطري وهو ما ساعده في العمل مع عدد كبير من نحوم المسرح في قطر، ثم عاد إلى مصر، وعمل بين السينما والمسرح والتليفزيون في مصر

## أعماله

### مسلسلات
- الاختيار 3 (2022)
- ضل راجل (2021)
- الاختيار (2020)
- الفتوة (2020)
- لمس أكتاف (2019)
- وضع أمني (2017)
- بس مباشر (2016)
- ألف ليلة وليلة (2015)
- الحلنجي (2012)
- النار والطين (2012)
- بفعل فاعل (2012)
- سيدنا السيد (2012)
- فندق رايق (2012)
- عيلة عجب. (2011)
- نور مريم ( 2011)
- الصيف الماضي (2010)
- بالشمع الأحمر (2010)
- رحيل مع الشمس (2010 )
- مملكة الجبل (2010)
- الرجل والطريق (2009)
- علشان ماليش غيرك  (2009)
- القاهرة ٢٠٠٠ (2006)
- حارة الزعفراني (2006)
- خيوط في مسرح العرائس )2006)
- وعد الحر (2006)
- أريد حلا (2005)
- الحب موتا (2005
- راجعلك يا اسكندرية (2005)
- كارنتينا (2005)
- أبناء الامجد (2004)
- أوراق مصرية ج3  (2004)
- حلم الغلبان  (2004)
- فريسكا  (2004)
- لقاء السحاب  (2004)
- البحار مندي (2002)
- الخيول (2002)
- أما بعد (2002)
- بلد المحبوب (2002)
- زمن عماد الدين (2002)
- طيور الشمس (2002)
- الكومي (2001)
- بوابة الحلواني ج4  (2001)
- سندس واخواتها (2001)
- عيال محظوظة (2001)
- الحب له أوان (2000)
- رجل طموح (2000)
- والله ما أنا ساكت (2000)
- أسعد زوج في العالم (1999)
- الحنين إلى الماض (1999)
- المسداوية (1998)
- وهزمتني امرأة (1998)
- ويأخذنا تيار الحياة (1998)
- ذو النون المصري (1997)
- [5]الوتد (1996)
- أنا وزوجتي والنصاب (1996)
- أولاد حضرة الناظر (1996)
- حواء والتفاحة (1996)
- ساكن قصادي ج2 (1996)
- وصية المالكي (1996)
- الزواج على طريقتي ((1995)
- حكايات مجنونة ((1995)
- لن أخضع لرجل (1995)
- وجوه للحب (1994)
- قضاء في الإسلام ج4 (1993)
- لعبة الفنجري (1993)
- السوق (1992)
- وداعا يا ربيع العمر (1991)
- الرجاء التزام الهدوء (1989)
- القضاء في الإسلام ج2 (1989)
- دعوة للحياة (1989)
- طيور الزمن الجريح (1989)
- القضاء في الإسلام ج1 (1987)
- مدينة العباقرة (1982)
- أحمد باشا الجزار (1979)
- الفارس والأميرة الحالمة (1979)
- البحيرات المرة
- بالوالدين احسانا
- زهور تتفتح
- من القصص العالمي للأطفال
- من قصص القرآن
- من قصص القرآن في الطير والحيوان
- مهلا أيها العمر
- يا عزيزي كلنا لصوص

### افلام
- مولانا (2018)
- سيد كتاوت (2015)
- عزبة أبو حشيش (2015)
- زمن أبو الدهب (2014)
- ابن كار (2013)
- شقاوة بنات شبرا(2012)
- علاقات خطرة (2011)
- كف القمر (2011)
- الرجل والطريق (2009)
- ماشيين بالعكس (2009)
- سوق المزاج (2009)
- شباب سبايسي(2005)
- بركان الغضب (2002)
- الإمبراطورة (1999)
- أبو خطوة (1998)
- هيستيريا (1998)
- يا دنيا يا غرامي (1996)
- يا تحب.. يا تقب (1994)
- طعمية بالشطة (1993)
- بطل من الصعيد (1991)
- زمن الجدعان (1091)
- صف عساكر (1990)
- سيداتي آنساتي (1989)
- كراكيب (1989)
- سمك لبن تمر هندي (1988)

### سيت كوم
- شوقية وعيلتها المفترية (2018)
- لوكاندة زوزو (2012)
- عبدالله كل مرة (2011)
- ياسين في مستشفى المجانين (2009)
- طعمية بالكافيار (2005)

### مسرحيات
- الحقونا ياهوووه (2015)
- مرافعات الفرفور الفصيح (2014)
- النجاة (2010)
- لسه في أمل (2010)
- الملك هو الملك (2006)
- حب في التخشيبة (1994)
- أخويا هايص وأنا لايص (1992)
- خمس نجوم (1990)
- البلطجيه (1988)

### سهرة تلفزيونية
- سكة إللي يروح (2004)
- الطريق المجهول (1985)
- أحلام في الهواء
- بيت الأصول
- حلال المشاكل
- دي غلطتك
- مهر العروسة
- نداء عاجل

### تمثيلية
- بكر وهندام (1996)

### فوازير
- المضحكون (1995)
- عمو فؤاد والسياحة (1994)
- عمو فؤاد (1993)